# Букса, Адам
А́дам Бу́кса (пол. Adam Buksa; род. 12 июля 1996, Краков) — польский футболист, нападающий датского клуба «Мидтьюлланн» и сборной Польши. Участник чемпионата Европы 2024.
Как футболист, помимо Польши, играл ещё в Италии и США.

## Клубная карьера
20 декабря 2019 года Букса перешёл в клуб MLS «Нью-Инглэнд Революшн», подписав контракт по правилу назначенного игрока. По сведениям прессы сумма трансфера составила $4,5 млн. В американской лиге он дебютировал 29 февраля 2020 года в матче стартового тура сезона против «Монреаль Импакт». 7 марта в матче против «Чикаго Файр» забил свой первый гол за «Революшн».
7 июня 2022 года Букса перешёл в клуб французской Лиги 1 «Ланс» за $10 млн.

## Международная карьера
Адам Букса получил свой первый вызов в сборную 15 ноября 2018 года на товарищескую игру против сборной Чехии, однако в этом матче не сыграл, а сборная Польши уступила со счётом 0:1.
После трёхлетнего перерыва Букса наконец дебютировал за национальную команду, выйдя 2 сентября 2021 года в стартовом составе в матче отборочного турнира УЕФА к ЧМ-2022 против сборной Албании. В этом дебютном матче он забил свой первый гол за сборную, а его команда победила со счётом 4:1.
В матче 5 сентября того же года против сборной Сан-Марино Адам Букса совершил хет-трик (в том числе забил два гола в компенсированное время ко второму тайму), заменив в этой игре Роберта Левандовского после первого тайма. Сборная Польши одержала гостевую победу со счётом 7:1.

## Личная жизнь
Младший брат Адама, Александер, также является профессиональным футболистом.

## Достижения
«Нью-Инглэнд Революшн»
- Победитель регулярного чемпионата MLS: 2021